# Sébastien Roth
Sébastien Roth (Genebra, 1 de abril de 1978) é um ex-futebolista profissional suíço que jogava como goleiro.

## Carreira em clubes
Em 20 anos de carreira, Roth defendeu Delémont, Solothurn, Servette, Yverdon Sport, CS Chênois, Schaffhausen, Le Mont e Étoile Carouge, onde se aposentou aos 35 anos de idade. Sua única experiência fora da Suíça foi em 2005, quando disputou 11 jogos pelo Lorient (França).

## Carreira internacional
Em 2004, foi convocado de última hora para a vaga de terceiro goleiro da Seleção Suíça que disputaria a Eurocopa disputada em Portugal, substituindo Fabrice Borer. Não saiu do banco de reservas durante a campanha da seleção, eliminada ainda na fase de grupos e na penúltima posição na classificação geral (à frente apenas da Bulgária).

## Títulos
Servette
- Copa da Suíça: 2000–01[carece de fontes?]